# Trifenilmetano
Il trifenilmetano è un composto aromatico di formula (C6H5)3CH. A temperatura ambiente appare come un solido di colore giallo-bruno chiaro, praticamente insolubile in acqua. Rappresenta la struttura base dei derivati triarilmetanici, molecole organiche utilizzate come coloranti.

## Sintesi
Il trifenilmetano può essere ottenuto per condensazione in ambiente anidro di tre moli di benzene con una mole di tetraclorometano in presenza di cloruro di alluminio come catalizzatore:
3PhH + CCl4 → Ph3CCl + 3HCl
Nel primo passaggio si forma il cloruro di trifenilmetile, molecola stabilizzata dal cloruro d'alluminio per formazione del complesso Ph3CCl·AlCl3. Il passaggio successivo prevede il trattamento del prodotto della reazione con HCl in presenza di dietiletere:
Ph3CCl —HCl→ Ph3CH

## Reattività
L'atomo di idrogeno legato al carbonio centrale in stato di ibridazione sp3 in opportune condizioni è in grado di dissociarsi dal resto della molecola conferendo al trifenilmetano proprietà di acido debole (ha infatti una pKa di circa 30), instaurando il seguente equilibrio di dissociazione:
Ph3CH ⇄ Ph3C− + H+